# Gertjan Verbeek
Gertjan Verbeek (Deventer, 1º agosto 1962) è un allenatore di calcio ed ex calciatore olandese, di ruolo difensore.

## Carriera
Dal 1984 al 1994 vestì la maglia dell'Heerenveen, esclusa la parentesi annuale all'Heracles Almelo della stagione 1986-1987.
Ritiratosi dall'attività agonistica, ricoprì per sette anni il ruolo di vice-allenatore dell'Heerenveen e dal 2001 al 2004 fu l'allenatore dell'Heracles Almelo. Fu poi per quattro anni il tecnico dell'Heerenveen, dove aveva sostituito nel 2004 Foppe de Haan, che aveva lasciato il suo incarico dopo nove anni. Nel 2008 divenne tecnico del Feyenoord e fu esonerato a gennaio 2009. A giugno tornò all'Heracles, che condusse ad un brillante sesto posto.
Il 22 aprile 2010 è stato nominato nuovo tecnico dell'AZ Alkmaar, che ha iniziato a guidare a partire dal 1º luglio 2010. Nel campionato 2010-2011 ha ottenuto un 5º posto in campionato piazzandosi dietro al PSV Eindhoven.
Nella partita del terzo turno di Coppa d'Olanda 2011-2012, a seguito dell'aggressione di un tifoso che aveva invaso il campo al portiere Esteban Alvarado e l'espulsione rimediata dallo stesso dopo aver reagito, invita i suoi giocatori ad abbandonare il terreno di gioco in segno di protesta e così la partita viene sospesa al 37'.
In questa stagione arriva 4º in classifica.
Nella stagione 2012/2013 si piazza 10º, fuori dalla zona Play-off per la qualificazione all'Europa League ma in compenso vince la KNVB beker contro il PSV Eindhoven, il suo primo trofeo in carriera, guadagnandosi così ugualmente l'accesso alla competizione europea. Il 29 settembre 2013, all'indomani della vittoria per 2-1 contro il PSV Eindhoven viene esonerato dall'incarico di allenatore dell'Az Alkmaar. Secondo il comunicato emesso dalla società, «per mancanza di alchimia con la squadra».
Negli anni seguenti allena in Germania e guida il Twente dall’ottobre 2017 al marzo 2018. L’anno seguente viene ingaggiato dall’Adelaide Utd vincendo a ottobre la coppa australiana. Lascia il club australiano a causa della crisi dovuta alla pandemia di COVID-19.
Nel giugno del 2021 firma un biennale con l'Almere City in Eerste Divisie.

## Palmarès

### Allenatore

#### Competizioni nazionali
- Coppa dei Paesi Bassi: 1

AZ Alkmaar: 2012-2013
- FFA Cup: 1

Adelaide United: 2019